# کرایتریون گیمز
کرایتریون گیمز (انگلیسی: Criterion Games) یک توسعه‌دهنده بازی ویدئویی انگلیسی واقع در گیلفورد است که در ژانویه ۱۹۹۶ به عنوان زیرمجموعه شرکت کرایتریون سافت‌ور تأسیس شد. این شرکت متعلق به کانن بود تا اینکه در اکتبر ۲۰۰۴ به الکترونیک آرتز فروخته شد. بیشتر عناوین کرایتریون برروی موتور رندرور ساخته شده‌اند که شرکت کرایتریون سافت‌ور آن را توسعه داده‌است. بازی‌های قابل توجه این شرکت را چند بازی ویدئویی کورسی مانند سری بورن‌اوت و جنون سرعت تشکیل می‌دهند. در آوریل ۲۰۱۷، کرایتریون گیمز تقریباً ۹۰ نفر عضو داشت.

## بازی‌ها
| سال  | عنوان                                     | پلتفرم(ها)                                                           | ناشر(ها)                   | یادداشت‌ها       |
| ---- | ----------------------------------------- | -------------------------------------------------------------------- | -------------------------- | --------------- |
| ۱۹۹۶ | Scorched Planet                           | مایکروسافت ویندوز                                                    | ویرجین اینتراکتیو          | —               |
| ۱۹۹۷ | Speedboat Attack                          | مایکروسافت ویندوز                                                    | Telstar Electronic Studios | —               |
| ۱۹۹۷ | Sub Culture                               | مایکروسافت ویندوز                                                    | یوبی‌سافت                   | —               |
| ۱۹۹۸ | Redline Racer                             | دریم‌کست، Microsoft Windows                                           | یوبی‌سافت                   | —               |
| ۱۹۹۹ | TrickStyle                                | دریم‌کست، Microsoft Windows                                           | Acclaim Entertainment      | —               |
| ۲۰۰۰ | Deep Fighter                              | دریم‌کست، Microsoft Windows                                           | Ubi Soft                   | —               |
| ۲۰۰۱ | AirBlade                                  | پلی‌استیشن ۲                                                          | نامکو                      | —               |
| ۲۰۰۱ | برن‌اوت (بازی سال ۲۰۰۱)                    | گیم‌کیوب، PlayStation 2, اکس‌باکس                                      | Acclaim Entertainment      | —               |
| ۲۰۰۲ | بورن‌اوت ۲: نقطه‌ای از ضربت                 | گیم‌کیوب، PlayStation 2, اکس‌باکس                                      | Acclaim Entertainment      | —               |
| ۲۰۰۴ | برن‌اوت ۳: تیک‌دان                          | PlayStation 2, Xbox                                                  | الکترونیک آرتس             | —               |
| ۲۰۰۵ | Burnout Legends                           | پلی‌استیشن همراه                                                      | الکترونیک آرتس             | —               |
| ۲۰۰۵ | Burnout Revenge                           | PlayStation 2, Xbox, ایکس‌باکس ۳۶۰                                    | الکترونیک آرتس             | —               |
| ۲۰۰۶ | بلک (بازی ویدئویی)                        | PlayStation 2, Xbox                                                  | الکترونیک آرتس             | —               |
| ۲۰۰۸ | برن‌اوت پارادایس                           | Microsoft Windows, پلی‌استیشن ۳, Xbox 360                             | الکترونیک آرتس             | —               |
| ۲۰۱۰ | جنون سرعت: تعقیب شدید (بازی ویدئویی ۲۰۱۰) | Microsoft Windows, پلی‌استیشن ۳, Xbox 360                             | الکترونیک آرتس             | —               |
| ۲۰۱۱ | Burnout Crash!                            | آی‌اواس، PlayStation 3, Xbox 360                                      | الکترونیک آرتس             | —               |
| ۲۰۱۲ | جنون سرعت: تحت تعقیب (بازی ویدئویی ۲۰۱۲)  | Microsoft Windows, PlayStation 3, پلی‌استیشن ویتا، وی یو، Xbox 360    | الکترونیک آرتس             | —               |
| ۲۰۱۳ | جنون سرعت رقبا                            | Microsoft Windows, PlayStation 3, پلی‌استیشن ۴, Xbox 360, اکس‌باکس وان | الکترونیک آرتس             | Additional work |
| ۲۰۱۶ | جنگ ستارگان جبهه نبرد (بازی ویدئویی)      | PlayStation 4                                                        | الکترونیک آرتس             | —               |
| ۲۰۱۷ | جنگ ستارگان: جبهه نبرد ۲                  | Microsoft Windows, PlayStation 4, Xbox One                           | الکترونیک آرتس             | Additional work |
| ۲۰۱۸ | بتلفیلد ۵                                 | Microsoft Windows, PlayStation 4, Xbox One                           | الکترونیک آرتس             | Firestorm mode  |
| ۲۰۲۱ | بتلفیلد                                   | TBA                                                                  | الکترونیک آرتس             | Additional work |
| ۲۰۲۲ | جنون سرعت                                 | TBA                                                                  | الکترونیک آرتس             | —               |